# Zlatica
Zlatíca (znanstveno ime Ranunculus) je velik rod rastlin iz družine zlatičevk. Predstavnice so večinoma zelnate trajnice, ki jih prepoznamo po bleščeče belih ali rumenih cvetovih. Nekatere vrste so tudi enoletnice ali dvoletnice. Izjemoma imajo lahko oranžne oz. rdeče cvetove ali pa venčni listi povsem manjkajo (npr. pri vrsti R. auricomus). Cvetijo večinoma aprila ali maja.
Znanstveno ime je zloženka iz latinskih besed rana (žaba) in ulus (majhen), kar se verjetno nanaša na dejstvo, da je mnogo vrst vlagoljubnih in jih najdemo v bližini vodnih teles. 
Nekaj vrst obravnavamo kot plevel, druge pa so uporabne kot okrasne rastline, le-te hortikulturisti selekcionirajo za čim večje cvetove. Vse vrste so strupene za živino, ki se jih izogiba zaradi trpkega okusa in mehurjev, ki jih njihovi toksini povzročajo v ustih. Do zastrupitve lahko pride, kadar je zlatic veliko in zmanjka druge paše. Simptomi so krvava driska, obilno slinjenje, bolečine v trebuhu in močno mehurjasta sluznica ust in prebavil. Ob sušenju toksini razpadejo, zato seno, ki vsebuje posušene zlatice, ni nevarno.

## Slovenske vrste
Za Slovenijo so znane naslednje samonikle vrste:
- podrod Batrachium
  - navadna vodna zlatica (Ranunculus aquatilis L.)
  - razkrečenolistna vodna zlatica (Ranunculus circinatus Sibth.)
  - plavajoča vodna zlatica (Ranunculus fluitans Lam.)
  - petiverjeva vodna zlatica (Ranunculus petiveri Koch)
  - lasastolistna vodna zlatica (Ranunculus trichophyllus Chaix)
- podrod Ranunculus
  - omejelistna zlatica (Ranunculus aconitifolius L.)
  - ripeča zlatica (Ranunculus acris L.)
  - alpska zlatica (Ranunculus alpestris L.)
  - njivska zlatica (Ranunculus arvensis L.)
  - Ranunculus auricomus agg. 
    - soška zlatica (Ranunculus aesontinus Pignatti)
    - zlatorumena zlatica (Ranunculus auricomus L.)
    - kašubska zlatica (Ranunculus cassubicus L.)
    - Pospichalova zlatica (Ranunculus pospichalii Pignatti)
    - Wraberjeva zlatica (Ranunculus wraberi Pignatti)

  - gomoljasta zlatica (Ranunculus bulbosus L.)
  - koroška zlatica (Ranunculus carinthiacus Hoppe)
  - napihnjena zlatica (Ranunculus chius DC.)
  - lopatičasta zlatica (Ranunculus ficaria L.)
  - žgoča zlatica (Ranunculus flammula L.)
  - izrodna zlatica (Ranunculus hybridus Biria)
  - ilirska zlatica (Ranunculus illyricus L.)
  - kosmata zlatica (Ranunculus lanuginosus L.)
  - velika zlatica (Ranunculus lingua L.)
  - gorska zlatica (Ranunculus montanus Willd.)
  - bodičastoplodna zlatica (Ranunculus muricatus L.)
  - napolitanska zlatica (Ranunculus neapolitanus Ten.)
  - gozdna zlatica (Ranunculus nemorosus DC.)
  - Hornschuchova zlatica (Ranunculus oreophilus MB.)
  - drobnocvetna zlatica (Ranunculus parviflorus L.)
  - platanolistna zlatica (Ranunculus platanifolius L.)
  - mnogocvetna zlatica (Ranunculus polyanthemos L.)
  - plazeča zlatica (Ranunculus repens L.)
  - srhkodlakava zlatica (Ranunculus sardous Crantz)
  - opih (Ranunculus sceleratus L.)
  - ščitasta zlatica (Ranunculus scutatus W. et K.)
  - Seguierijeva zlatica (Ranunculus seguieri Vill.)
  - Stevenijeva zlatica (Ranunculus strigulosus Schur)
  - opojna zlatica (Ranunculus thora L.)
  - Traunfellnerjeva zlatica (Ranunculus traunfellneri Hoppe)